# 1503 Kuopio
1503 Kuopio este un asteroid din centura principală, descoperit pe 15 decembrie 1938, de Yrjö Väisälä.